# Heterotrichoncus
Heterotrichoncus pusillus es una especie de araña araneomorfa de la familia Linyphiidae. Es el único miembro del género monotípico Heterotrichoncus.

## Distribución
Es un endemismo de Austria, Eslovaquia y Chequia.